# Johann Bernhard Fischer (Agrarwissenschaftler)
Johann Bernhard Fischer (* 24. Mai 1756 in Ermreuth; † 2. Oktober 1813 in Stuttgart) war ein deutscher Kameralist, Agrarwissenschaftler, Kalligraf, Lokalhistoriker und Autor.

## Leben
Johann Bernhard Fischer war der Sohn des Beamten auf dem Freiherrlich Künsbergischen Rittergut Ermreuth und späteren Kassiers des Markgräflichen Lottos in Ansbach, Christian Friedrich Fischer (1717–1782). Johann Bernhard Fischer besuchte die Dorfschule in Ermreuth, arbeitete wegen der schlechten finanziellen Lage der Familie bereits im Alter von 13 Jahren ab 1769 in der Schreibstube des fürstlichen Holzmagazininspektors Knoll in Ansbach und wurde 1772 als Kommis beim markgräflichen Lotto eingestellt. Im Jahr 1777 wechselte er zur markgräflichen Regierung des Fürstentums Ansbach und wurde Kanzelist, 1780 Geheimer Kanzelist und 1788 Geheimer Registrator in Ansbach. 1790 wurde er mit dem Prädikat Markgräflicher Kammerkommissionsrat als Kastner nach Gerabronn versetzt und 1797 nach Auflösung des Kastenamtes als Kreiskommissär der Kreisdirektion Crailsheim beigeordnet. 1801 wurde er Oekonomiekommissär im Fürstentum Ansbach und zum königlich preußischen Kammerrat ernannt.
In dieser Zeit erwarb er ein Landgut in Weidenbach in der Nähe von Triesdorf, der ehemaligen Sommerresidenz der Markgrafen von Brandenburg-Ansbach. 1804 wurde er nach Dinkelsbühl versetzt, wo er als Polizeidirektor und als Magistratsdirektor wirkte. Mit der Eingliederung des Fürstentums Ansbach in das Königreich Bayern wechselte er im Jahr 1806 in bayerische Dienste, wurde 1809 in den Ruhestand versetzt und war in Crailsheim wohnhaft. Als Folge des Pariser Staatsvertrags, durch den Teile des ehemaligen Fürstentums Ansbach an das Königreich Württemberg übergingen, musste er als bayerischer Pensionär Crailsheim verlassen, zog zunächst nach Oettingen und kehrte dann nach Dinkelsbühl zurück. Infolge der zwischen den beiden Königreichen vereinbarten Dienerabtretung wurde er an die Krone Württembergs übergeben, im Jahr 1811 im Departement des Inneren in der Sektion der Inneren Administration als Wirklicher Oberregierungsrat angestellt und 1812 zum Arbeitenden Rat beim königlichen Polizeiministerium ernannt.
Johann Bernhard Fischer forschte Ende des 18. und Anfang des 19. Jahrhunderts über den Anbau von diversen Getreidearten in Deutschland und veröffentlichte seine Forschungsergebnisse in mehreren Publikationen.
Er war u. a. Mitglied der 1791 gegründeten Märkischen Ökonomischen Gesellschaft zu Potsdam, wurde 1801 Mitglied der Leipziger Ökonomischen Sozietät, 1803 Mitglied der Landwirtschaftsgesellschaft zu Celle, der Kaiserlichen Freien Ökonomischen Gesellschaft zu Sankt Petersburg und 1811 des Landwirtschaftlichen Vereins in Baiern.
Im Jahr 1803 wurde Johann Bernhard Fischer korrespondierendes Mitglied der Bayerischen Akademie der Wissenschaften. Am 30. September 1803 wurde er mit dem Beinamen Columellas unter der Matrikel-Nr. 1022 als Mitglied in die Deutsche Akademie der Naturforscher Leopoldina aufgenommen. Die Wahl seines akademischen Beinamens war eine Reverenz an den römischen Schriftsteller Lucius Iunius Moderatus Columella, der in der Zeit von Kaiser Claudius ein mehrbändiges Werk über die Landwirtschaft, den Gartenbau und die Baumzucht (Rei rusticae libri duodecim) verfasste.
Als Anerkennung für sein Werk  Statistische und topographische Beschreibung des Burggraftums Nürnberg zeichnete ihn der preußische König Friedrich Wilhelm II. mit der Großen Goldenen Huldigungsmedaille aus. Der Markgraf Alexander von Brandenburg-Ansbach verlieh ihm die Goldene Medaille des Fleißes.

## Schriften
- Anweisung zu Erlernung einer aechten und regelmaesigen Teutsch-Lateinischen, Französisch u. Englischen Schrift. Anspach 1783 (Digitalisat)
- Geschichte und ausführliche Beschreibung der Markgräflich-Brandenburgischen Haupt- und Residenz-Stadt Anspach, oder Onolzbach, und deren Merkwürdigkeiten; aus Urkunden, aeltern Schriftstellern und eigener Nachforschung gesammelt. Anspach 1786 (Digitalisat)
- Statistische und topographische Beschreibung des Burggraftums Nürnberg, unterhalb des Gebürgs, oder des Fürstentums Brandenburg-Anspach. Erster Theil. Nachrichten von dem Zustand des Fürstentums überhaupt. Selbstverlag, Ansbach 1787 (Digitalisat)
- Statistische und topographische Beschreibung des Burggraftums Nürnberg, unterhalb des Gebürgs, oder des Fürstentums Brandenburg-Anspach. Zweyter Theil. Enthaltend den ökonomischen, statistischen und sittlichen Zustand dieser Lande nach den funfzehen Oberämtern. Benedict Friedrich Haueisen, Anspach 1790  (Digitalisat)
- Ueber Gemeinheitstheilungen und die Urbarmachung der Huthschaften und öder Pläze; besonders in dem Fürstenthum Ansbach, aber auch anwendbar auf die übrigen Lande des fränkischen Reichs-Kreises. Grattenauer, Nürnberg 1802 (Digitalisat)
- Gemeinnütziger Landwirthschafts-Kalender auf das Jahr 1803. Zunächst für die braven Landleute des fränkischen Reichskreises; für Protestanten und Katholiken. Grattenauer, Nürnberg 1802 (Digitalisat)
- Das Dorfgericht in der Ausübung dessen Pflichten; oder Unterricht für Dorfsrichter, Schuldheißen und Schöppen, zu würdiger und gesetzlicher Vollführung ihres Berufes. Weidenbach 1804 (Digitalisat)
- Über den Anbau ausländischer Getraidarten und einiger andern nuzbaren Gewächse in Deutschland. Grattenauer, Nürnberg 1804 (Digitalisat)
- Ueber den Körnerverlust im Saatgetraide; und das, für eine gewiße, leicht zu berechnende Ackerfläche eigentlich erforderliche Saatkörnerquantum. Grattenauer, Nürnberg 1808 (Digitalisat)
- Auf vierzehnjährige Erfahrung und Beobachtungen gegründete Anweisung zum Anbau ausländischer Getreidarten und einiger Oelgewächse, dann deren Eigenschaften, Kultur, Nutzen und Gebrauch; mit einer Nachweisung der bisher erfolgten Verbreitung jener Früchte, und den Resultaten vieler agronomischen Freunde. Creilsheim 1810 (Digitalisat)
- Calligraphische Blätter zur Übung fleissiger Söhne braver Eltern. 31 Blätter, 1812
- Vorübungen in der Schönschreibkunst für Anfänger. 18 Blätter, 1812